# Qualificazioni alla Coppa delle nazioni africane 2019
Questa voce raccoglie un approfondimento sui risultati degli incontri per l'accesso alla fase finale della Coppa delle nazioni africane 2019.

## Partecipanti
Sono 51 le nazionali a scendere in campo, per conseguenza delle rinunce di Somalia e Eritrea e della squalifica del Ciad.
Il 30 novembre 2018 la Sierra Leone è stata bandita dalle qualificazioni a causa di dissidi politici all'interno del Paese.

## Formula
Un turno preliminare ha visto coinvolte le ultime 6 classificate del ranking CAF, che si sono sfidate in una gara andata e ritorno. Le tre vincenti hanno raggiunto le altre squadre dando vita alla seconda fase, che raggruppa le 48 nazionali in 12 gironi all'italiana. Le prime due classificate di ogni girone hanno avuto accesso alla fase finale.

## Turno preliminare
Le sfide si sono giocate tra il 22 e il 27 marzo 2017.
| Squadra 1           | Totale | Squadra 2     | Andata | Ritorno |
| ------------------- | ------ | ------------- | ------ | ------- |
| São Tomé e Príncipe | 2 - 4  | Madagascar    | 0 - 1  | 2 - 3   |
| Comore              | 3 - 1  | Mauritius     | 2 - 0  | 1 - 1   |
| Gibuti              | 2 - 6  | Sudan del Sud | 2 - 0  | 0 - 6   |

| Arbitro: | Mihindou Mbina |

|  |           |                   |
|  | Marcatori | 68’ (aut.) Jordão |

| Arbitro: | Heeralall |

|                                   |           |                           |
| Voavy 1’, 17’ Andriamatsinoro 85’ | Marcatori | 28’ Harramiz 84’ da Silva |

Il Madagascar passa alla fase successiva.
| Arbitro: | Saanya |

|                          |           |  |
| Youssuf 65’ Alhadhur 80’ | Marcatori |  |

| Arbitro: | Fred |

|                    |           |                   |
| Saint Martin 45+1’ | Marcatori | 17’ Ben Nabouhane |

Le Comore passano alla fase successiva.
| Arbitro: | Fega |

|                     |           |  |
| Hamza 56’ Breik 65’ | Marcatori |  |

| Arbitro: | Ishimwe |

|                                                           |           |  |
| Wurube 11’ Moga 21’, 27’ Pretino 44’ Athir 62’ Khamis 78’ | Marcatori |  |

Il Sudan del Sud passa alla fase successiva.

## Fase a gironi
Le qualificazioni sono iniziate il 9 giugno 2017 e si sono concluse il 23 marzo 2019.
| Giornata   | Data                |
| ---------- | ------------------- |
| Giornata 1 | 9-10 giugno 2017    |
| Giornata 2 | 8-9 settembre 2018  |
| Giornata 3 | 12-13 ottobre 2018  |
| Giornata 4 | 16-17 ottobre 2018  |
| Giornata 5 | 16-17 novembre 2018 |
| Giornata 6 | 22-23 marzo 2019    |

### Girone A
| Pos. | Squadra            | Pt | G | V | N | P | GF | GS | DR  |
| ---- | ------------------ | -- | - | - | - | - | -- | -- | --- |
| 1.   | Senegal            | 16 | 6 | 5 | 1 | 0 | 12 | 2  | +10 |
| 2.   | Madagascar         | 10 | 6 | 3 | 1 | 2 | 8  | 8  | 0   |
| 3.   | Guinea Equatoriale | 6  | 6 | 2 | 0 | 4 | 5  | 7  | -2  |
| 4.   | Sudan              | 3  | 6 | 1 | 0 | 5 | 5  | 13 | -8  |

| Squadra            | Madagascar (bandiera) | Senegal (bandiera) | Guinea Equatoriale (bandiera) | Sudan (bandiera) |
| ------------------ | --------------------- | ------------------ | ----------------------------- | ---------------- |
| Madagascar         |                       | 2 – 2              | 1 – 0                         | 1 – 3            |
| Senegal            | 2 – 0                 |                    | 3 – 0                         | 3 – 0            |
| Guinea Equatoriale | 0 – 1                 | 0 – 1              |                               | 1 – 0            |
| Sudan              | 1 – 3                 | 0 – 1              | 1 – 4                         |                  |

### Girone B
| Pos. | Squadra | Pt | G | V | N | P | GF | GS | DR |
| ---- | ------- | -- | - | - | - | - | -- | -- | -- |
| 1.   | Marocco | 11 | 6 | 3 | 2 | 1 | 8  | 3  | +5 |
| 2.   | Camerun | 11 | 6 | 3 | 2 | 1 | 6  | 3  | +3 |
| 3.   | Malawi  | 5  | 6 | 1 | 2 | 3 | 2  | 6  | -4 |
| 4.   | Comore  | 5  | 6 | 1 | 2 | 3 | 5  | 9  | -4 |

| Squadra | Camerun (bandiera) | Marocco (bandiera) | Malawi (bandiera) | Comore (bandiera) |
| ------- | ------------------ | ------------------ | ----------------- | ----------------- |
| Camerun |                    | 1 – 0              | 1 – 0             | 3 – 0             |
| Marocco | 2 – 0              |                    | 3 – 0             | 1 – 0             |
| Malawi  | 0 – 0              | 0 – 0              |                   | 1 – 0             |
| Comore  | 1 – 1              | 2 – 2              | 2 – 1             |                   |

### Girone C
| Pos. | Squadra       | Pt | G | V | N | P | GF | GS | DR  |
| ---- | ------------- | -- | - | - | - | - | -- | -- | --- |
| 1.   | Mali          | 14 | 6 | 4 | 2 | 0 | 10 | 2  | +8  |
| 2.   | Burundi       | 10 | 6 | 2 | 4 | 0 | 11 | 5  | +6  |
| 3.   | Gabon         | 8  | 6 | 2 | 2 | 2 | 7  | 5  | +2  |
| 4.   | Sudan del Sud | 0  | 6 | 0 | 0 | 6 | 2  | 18 | -16 |

| Squadra       | Mali (bandiera) | Gabon (bandiera) | Burundi (bandiera) | Sudan del Sud (bandiera) |
| ------------- | --------------- | ---------------- | ------------------ | ------------------------ |
| Mali          |                 | 2 – 1            | 0 – 0              | 3 – 0                    |
| Gabon         | 0 – 1           |                  | 1 – 1              | 3 – 0                    |
| Burundi       | 1 – 1           | 1 – 1            |                    | 3 – 0                    |
| Sudan del Sud | 0 – 3           | 0 – 1            | 2 – 5              |                          |

### Girone D
| Pos. | Squadra | Pt | G | V | N | P | GF | GS | DR |
| ---- | ------- | -- | - | - | - | - | -- | -- | -- |
| 1.   | Algeria | 11 | 6 | 3 | 2 | 1 | 9  | 4  | +5 |
| 2.   | Benin   | 10 | 6 | 3 | 1 | 2 | 5  | 6  | -1 |
| 3.   | Gambia  | 6  | 6 | 1 | 3 | 2 | 6  | 6  | 0  |
| 4.   | Togo    | 5  | 6 | 1 | 2 | 3 | 4  | 8  | -4 |

| Squadra | Algeria (bandiera) | Togo (bandiera) | Benin (bandiera) | Gambia (bandiera) |
| ------- | ------------------ | --------------- | ---------------- | ----------------- |
| Algeria |                    | 1 – 0           | 2 – 0            | 1 – 1             |
| Togo    | 1 – 4              |                 | 0 – 0            | 1 – 1             |
| Benin   | 1 – 0              | 2 – 1           |                  | 1 – 0             |
| Gambia  | 1 – 1              | 0 – 1           | 3 – 1            |                   |

### Girone E
| Pos. | Squadra    | Pt | G | V | N | P | GF | GS | DR  |
| ---- | ---------- | -- | - | - | - | - | -- | -- | --- |
| 1.   | Nigeria    | 13 | 6 | 4 | 1 | 1 | 14 | 6  | +8  |
| 2.   | Sudafrica  | 12 | 6 | 3 | 3 | 0 | 11 | 2  | +9  |
| 3.   | Libia      | 7  | 6 | 2 | 1 | 3 | 16 | 11 | +5  |
| 4.   | Seychelles | 1  | 6 | 0 | 1 | 5 | 3  | 25 | -22 |

| Squadra    | Nigeria (bandiera) | Libia (bandiera) | Sudafrica (bandiera) | Seychelles (bandiera) |
| ---------- | ------------------ | ---------------- | -------------------- | --------------------- |
| Nigeria    |                    | 4 – 0            | 0 – 2                | 3 – 1                 |
| Libia      | 2 – 3              |                  | 1 – 2                | 5 – 1                 |
| Sudafrica  | 1 – 1              | 0 – 0            |                      | 6 – 0                 |
| Seychelles | 0 – 3              | 1 – 8            | 0 – 0                |                       |

### Girone F
| Pos. | Squadra      | Pt | G | V | N | P | GF | GS | DR  |
| ---- | ------------ | -- | - | - | - | - | -- | -- | --- |
| 1.   | Ghana        | 9  | 4 | 3 | 0 | 1 | 8  | 1  | +7  |
| 2.   | Kenya        | 7  | 4 | 2 | 1 | 1 | 4  | 1  | +3  |
| 3.   | Etiopia      | 1  | 4 | 0 | 1 | 3 | 0  | 10 | -10 |
| 4.   | Sierra Leone | 0  | 0 | 0 | 0 | 0 | 0  | 0  | 0   |

| Squadra      | Ghana (bandiera) | Etiopia (bandiera) | Sierra Leone (bandiera) | Kenya (bandiera) |
| ------------ | ---------------- | ------------------ | ----------------------- | ---------------- |
| Ghana        |                  | 5 – 0              |                         | 1 – 0            |
| Etiopia      | 0 – 2            |                    | 1 – 0                   | 0 – 0            |
| Sierra Leone |                  |                    |                         | 2 – 1            |
| Kenya        | 1 – 0            | 3 – 0              |                         |                  |

### Girone G
| Pos. | Squadra        | Pt | G | V | N | P | GF | GS | DR |
| ---- | -------------- | -- | - | - | - | - | -- | -- | -- |
| 1.   | Zimbabwe       | 11 | 6 | 3 | 2 | 1 | 9  | 4  | +5 |
| 2.   | RD del Congo   | 9  | 6 | 2 | 3 | 1 | 8  | 6  | +2 |
| 3.   | Liberia        | 7  | 6 | 2 | 1 | 3 | 5  | 9  | -4 |
| 4.   | Rep. del Congo | 5  | 6 | 1 | 2 | 3 | 7  | 10 | -3 |

| Squadra        | RD del Congo (bandiera) | Rep. del Congo (bandiera) | Liberia (bandiera) | Zimbabwe (bandiera) |
| -------------- | ----------------------- | ------------------------- | ------------------ | ------------------- |
| RD del Congo   |                         | 3 – 1                     | 1 – 0              | 1 – 2               |
| Rep. del Congo | 1 – 1                   |                           | 3 – 1              | 1 – 1               |
| Liberia        | 1 – 1                   | 2 – 1                     |                    | 1 – 0               |
| Zimbabwe       | 1 – 1                   | 2 – 0                     | 3 – 0              |                     |

### Girone H
| Pos. | Squadra            | Pt | G | V | N | P | GF | GS | DR |
| ---- | ------------------ | -- | - | - | - | - | -- | -- | -- |
| 1.   | Guinea             | 12 | 6 | 3 | 3 | 0 | 8  | 4  | +4 |
| 2.   | Costa d'Avorio     | 11 | 6 | 3 | 2 | 1 | 12 | 5  | +7 |
| 3.   | Rep. Centrafricana | 6  | 6 | 1 | 3 | 2 | 4  | 8  | -4 |
| 4.   | Ruanda             | 2  | 6 | 0 | 2 | 4 | 5  | 12 | -7 |

| Squadra            | Costa d'Avorio (bandiera) | Guinea (bandiera) | Ruanda (bandiera) | Rep. Centrafricana (bandiera) |
| ------------------ | ------------------------- | ----------------- | ----------------- | ----------------------------- |
| Costa d'Avorio     |                           | 2 – 3             | 3 – 0             | 4 – 0                         |
| Guinea             | 1 – 1                     |                   | 2 – 0             | 1 – 0                         |
| Ruanda             | 1 – 2                     | 1 – 1             |                   | 2 – 2                         |
| Rep. Centrafricana | 0 – 0                     | 0 – 0             | 2 – 1             |                               |

### Girone I
| Pos. | Squadra      | Pt | G | V | N | P | GF | GS | DR |
| ---- | ------------ | -- | - | - | - | - | -- | -- | -- |
| 1.   | Angola       | 12 | 6 | 4 | 0 | 2 | 9  | 6  | +3 |
| 2.   | Mauritania   | 12 | 6 | 4 | 0 | 2 | 7  | 6  | +1 |
| 3.   | Burkina Faso | 10 | 6 | 3 | 1 | 2 | 8  | 5  | +3 |
| 4.   | Botswana     | 1  | 6 | 0 | 1 | 5 | 1  | 8  | -7 |

| Squadra      | Burkina Faso (bandiera) | Angola (bandiera) | Botswana (bandiera) | Mauritania (bandiera) |
| ------------ | ----------------------- | ----------------- | ------------------- | --------------------- |
| Burkina Faso |                         | 3 – 1             | 3 – 0               | 1 – 0                 |
| Angola       | 2 – 1                   |                   | 1 – 0               | 4 – 1                 |
| Botswana     | 0 – 0                   | 0 – 1             |                     | 0 – 1                 |
| Mauritania   | 2 – 0                   | 1 – 0             | 2 – 1               |                       |

### Girone J
| Pos. | Squadra  | Pt | G | V | N | P | GF | GS | DR  |
| ---- | -------- | -- | - | - | - | - | -- | -- | --- |
| 1.   | Tunisia  | 15 | 6 | 5 | 0 | 1 | 12 | 4  | +8  |
| 2.   | Egitto   | 13 | 6 | 4 | 1 | 1 | 16 | 5  | +11 |
| 3.   | Niger    | 5  | 6 | 1 | 2 | 3 | 4  | 11 | -7  |
| 4.   | eSwatini | 1  | 6 | 0 | 1 | 5 | 2  | 14 | -12 |

| Squadra  | Tunisia (bandiera) | Egitto (bandiera) | Niger (bandiera) | eSwatini (bandiera) |
| -------- | ------------------ | ----------------- | ---------------- | ------------------- |
| Tunisia  |                    | 1 – 0             | 1 – 0            | 4 – 0               |
| Egitto   | 3 – 2              |                   | 6 – 0            | 4 – 1               |
| Niger    | 1 – 2              | 1 – 1             |                  | 0 – 0               |
| eSwatini | 0 – 2              | 0 – 2             | 1 – 2            |                     |

### Girone K
| Pos. | Squadra       | Pt | G | V | N | P | GF | GS | DR |
| ---- | ------------- | -- | - | - | - | - | -- | -- | -- |
| 1.   | Guinea-Bissau | 9  | 6 | 2 | 3 | 1 | 8  | 7  | +1 |
| 2.   | Namibia       | 8  | 6 | 2 | 2 | 2 | 5  | 7  | -2 |
| 3.   | Mozambico     | 8  | 6 | 2 | 2 | 2 | 7  | 7  | 0  |
| 4.   | Zambia        | 7  | 6 | 2 | 1 | 3 | 8  | 7  | +1 |

| Squadra       | Zambia (bandiera) | Mozambico (bandiera) | Guinea-Bissau (bandiera) | Namibia (bandiera) |
| ------------- | ----------------- | -------------------- | ------------------------ | ------------------ |
| Zambia        |                   | 0 – 1                | 2 – 1                    | 4 – 1              |
| Mozambico     | 1 – 0             |                      | 2 – 2                    | 1 – 2              |
| Guinea-Bissau | 2 – 1             | 2 – 2                |                          | 1 – 0              |
| Namibia       | 1 – 1             | 1 – 0                | 0 – 0                    |                    |

### Girone L
| Pos. | Squadra    | Pt | G | V | N | P | GF | GS | DR |
| ---- | ---------- | -- | - | - | - | - | -- | -- | -- |
| 1.   | Uganda     | 13 | 6 | 4 | 1 | 1 | 7  | 3  | +4 |
| 2.   | Tanzania   | 8  | 6 | 2 | 2 | 2 | 6  | 5  | +1 |
| 3.   | Lesotho    | 6  | 6 | 1 | 3 | 2 | 3  | 7  | -4 |
| 4.   | Capo Verde | 5  | 6 | 1 | 2 | 3 | 4  | 5  | -1 |

| Squadra    | Capo Verde (bandiera) | Uganda (bandiera) | Tanzania (bandiera) | Lesotho (bandiera) |
| ---------- | --------------------- | ----------------- | ------------------- | ------------------ |
| Capo Verde |                       | 0 – 1             | 3 – 0               | 0 – 0              |
| Uganda     | 1 – 0                 |                   | 0 – 0               | 3 – 0              |
| Tanzania   | 2 – 0                 | 3 – 0             |                     | 1 – 1              |
| Lesotho    | 1 – 1                 | 0 – 2             | 1 – 0               |                    |